# Eriopterella
Eriopterella es un género de dípteros nematóceros perteneciente a la familia Limoniidae. Se distribuye por Chile.

## Especies
- Contiene las siguientes especies:
- E. breviseta (Alexander, 1968)
- E. jaffueli (Alexander, 1929)
- E. pilosipes (Alexander, 1929)